# Papa Simplício
Simplício (em latim: Simplicius) nasceu em Tivoli. Eleito em 468, no oitavo ano de seu pontificado ocorreu a queda do Império Romano do Ocidente. e ocasionalmente o inicio do Periudo Medieval, parte do clero romano e tinha larga escala no serviço social e pastoral da Igreja. Conviveu com São Leão Magno e era amante da arte.
Enfrentou o cisma que ocasionou a fundação das igrejas da Armênia, Síria e Egito. No auge da controvérsia calcedoniana, Pedro, o Pisoeiro, um dedicado eutiquiano, foi escolhido pelos hereges como bispo de Antioquia, e o também ortodoxo oriental Pedro Mongo, como bispo de Alexandria. Simplício conseguiu convencer Acácio, patriarca de Constantinopla, a remover Pedro da sé de Antioquia, mas não teve o apoio para remover Mongo de Alexandria. Frente à miséria que se formou para a Igreja em Roma e em Constantinopla, organizou a distribuição das esmolas aos peregrinos e às novas igrejas.
Fundou as igrejas dedicadas a São Estevão Rotondo e a Santa Bibiana.
Simplício foi bispo de Roma por quinze anos, onze meses e seis dias, falecendo em 483; ele foi enterrado na Basílica de São Pedro em 2 de março.
Suas relíquias estão atualmente em Tivoli, cidade natal, Itália.